# 防暴水炮

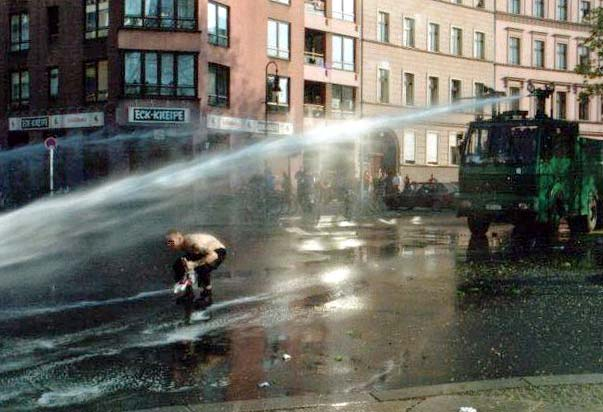
2001年5月1日德國柏林街头水砲的使用

防暴水炮，又稱鎮暴水龍，是用於鎮暴的水砲，为非致命性武器，比傳統枪支、電擊棒、警棍、催淚瓦斯等杀伤性武器更安全，多用于处置集群式暴乱事件。

## 历史发展

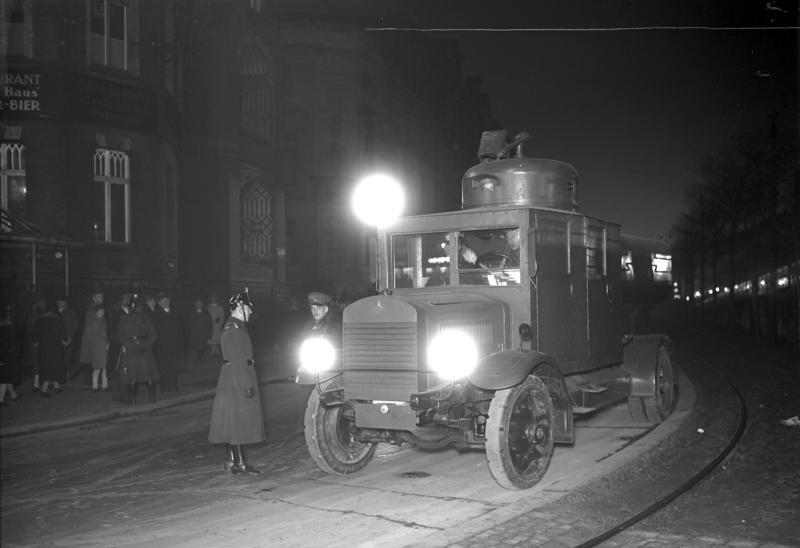
德国警察的第一辆水砲車

水砲車首度被用在鎮暴上，是在1930年代初期的德國。在1960年代，卡車型的的水砲車被廣泛用於全美的鎮暴。
最初是使用高压水柱的动能将暴乱分子驱逐散开，后面慢慢演化成在水柱中添加刺激剂，以实现催泪弹、臭味弹的功用。添加染色剂可以对暴乱人群进行标记，有的甚至是给水柱加上高压电，这样就可以对目标实现电击。

## 种类

### 车载式
德国IFEX公司开发的水炮有背负式、推车式和可与消防车相接的轻便灭火系统；还可安装在摩托车、小型卡车、直升飞机上，以适应不同任务的需要。

车载式防暴水炮
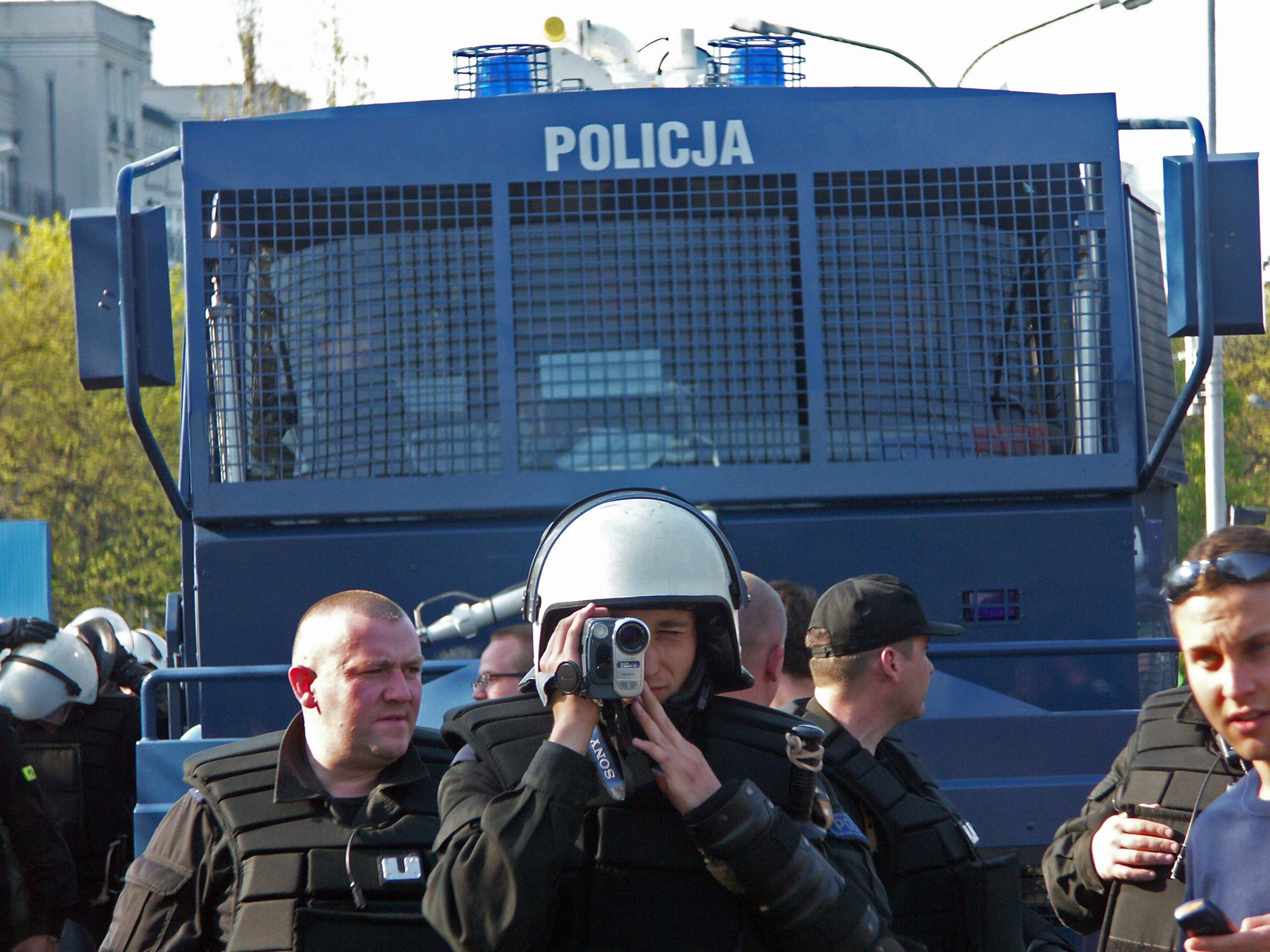
波兰
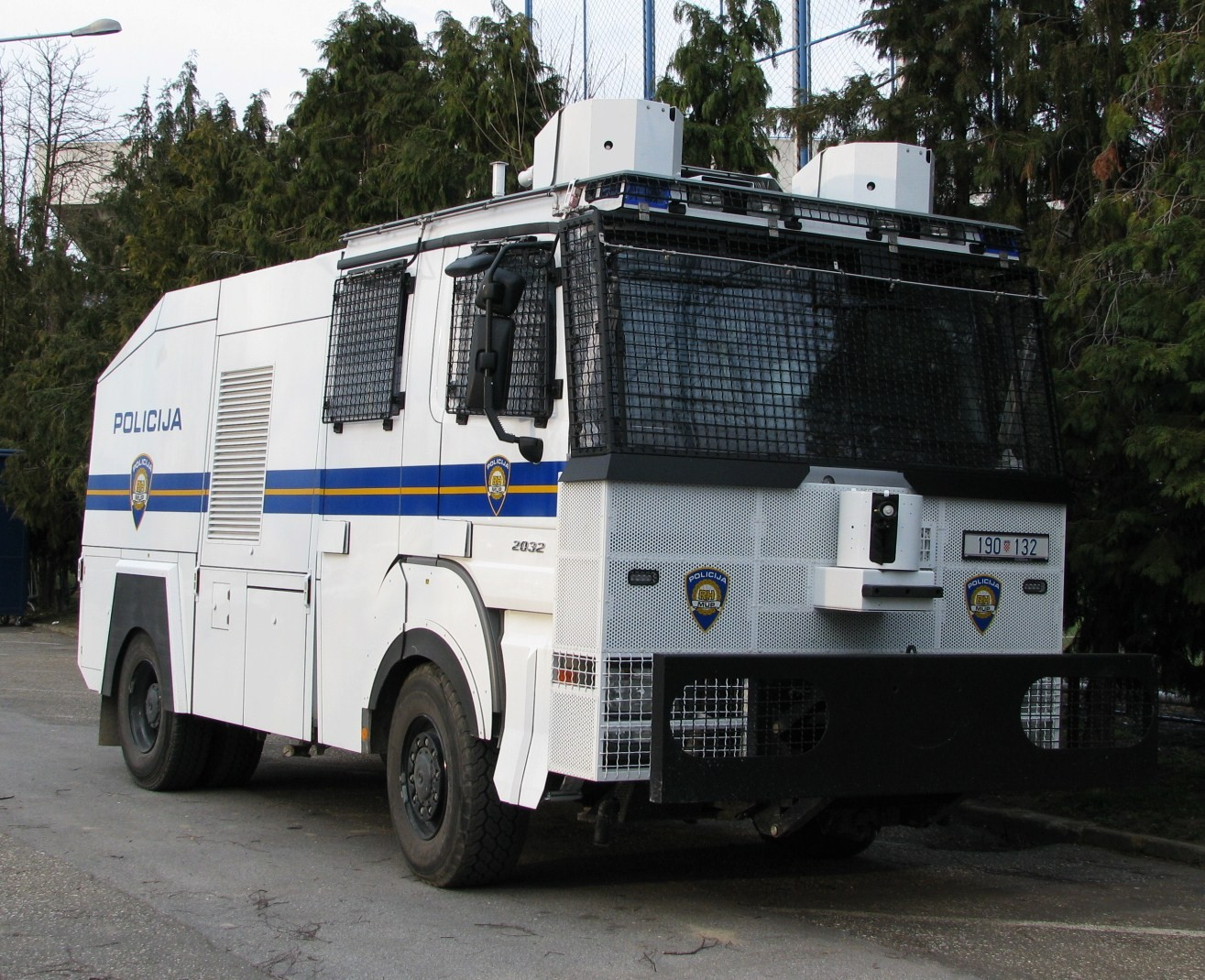
克罗地亚警察的CVT-6000
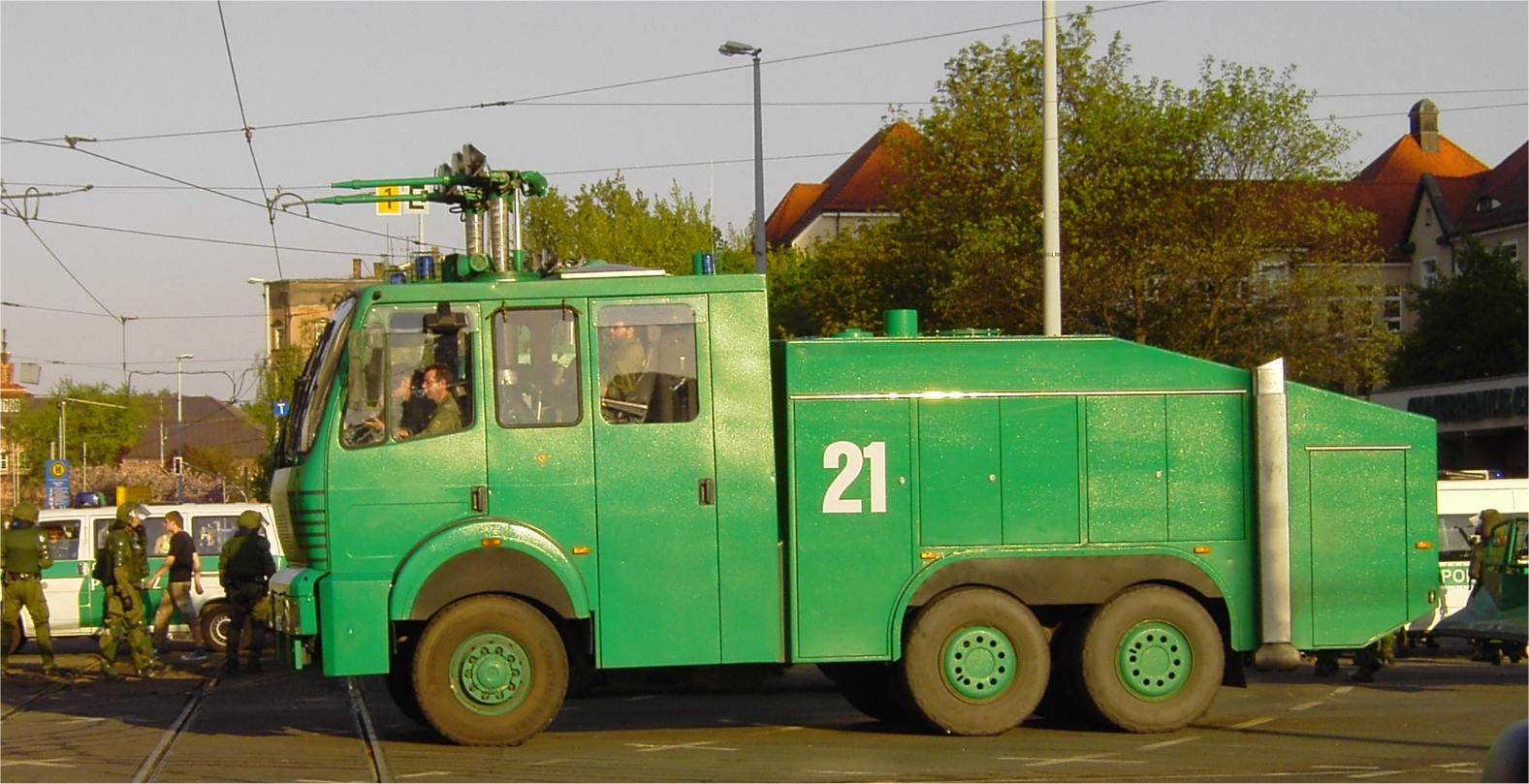
德国警察的WaWe 9000
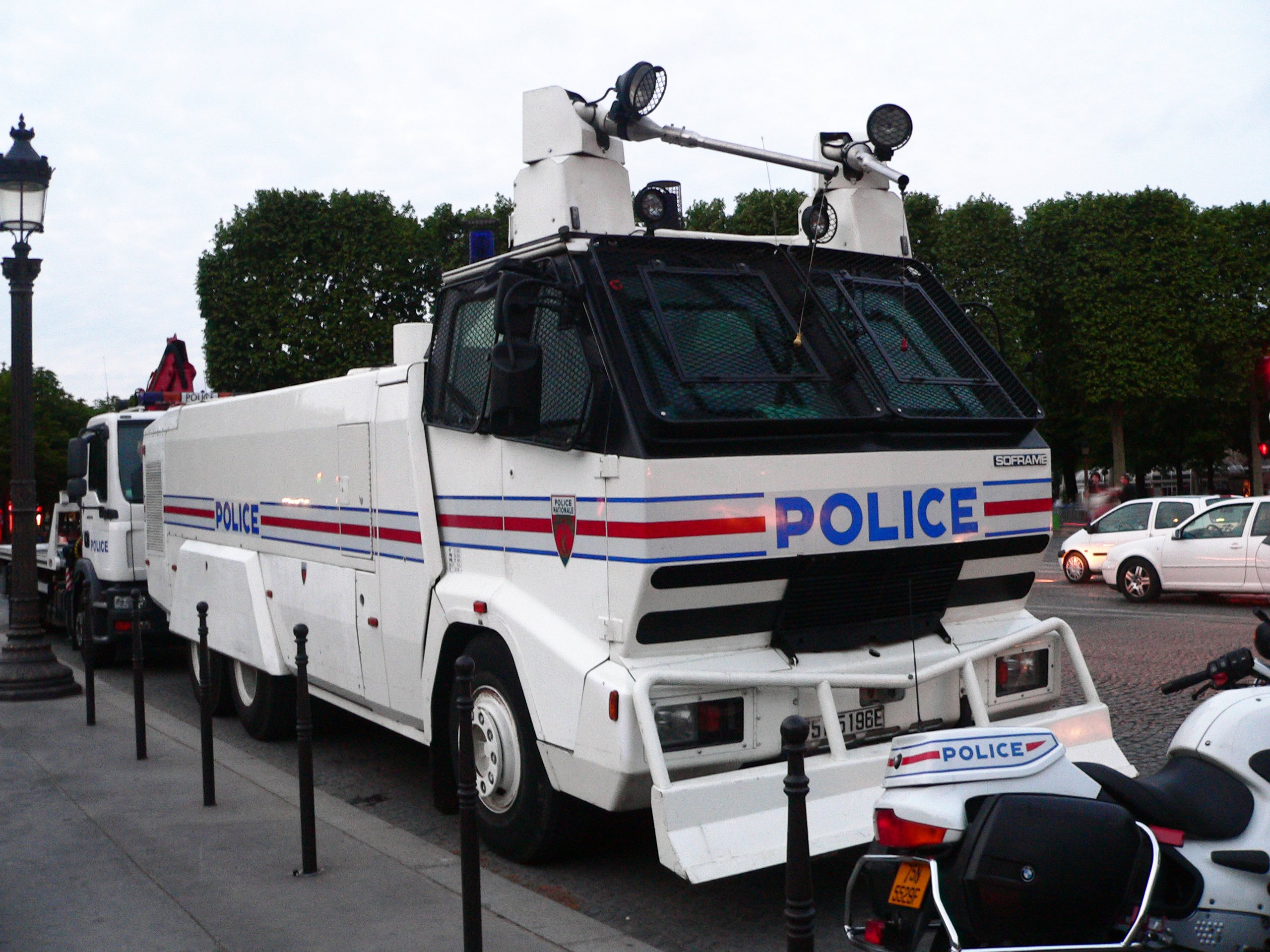
法国
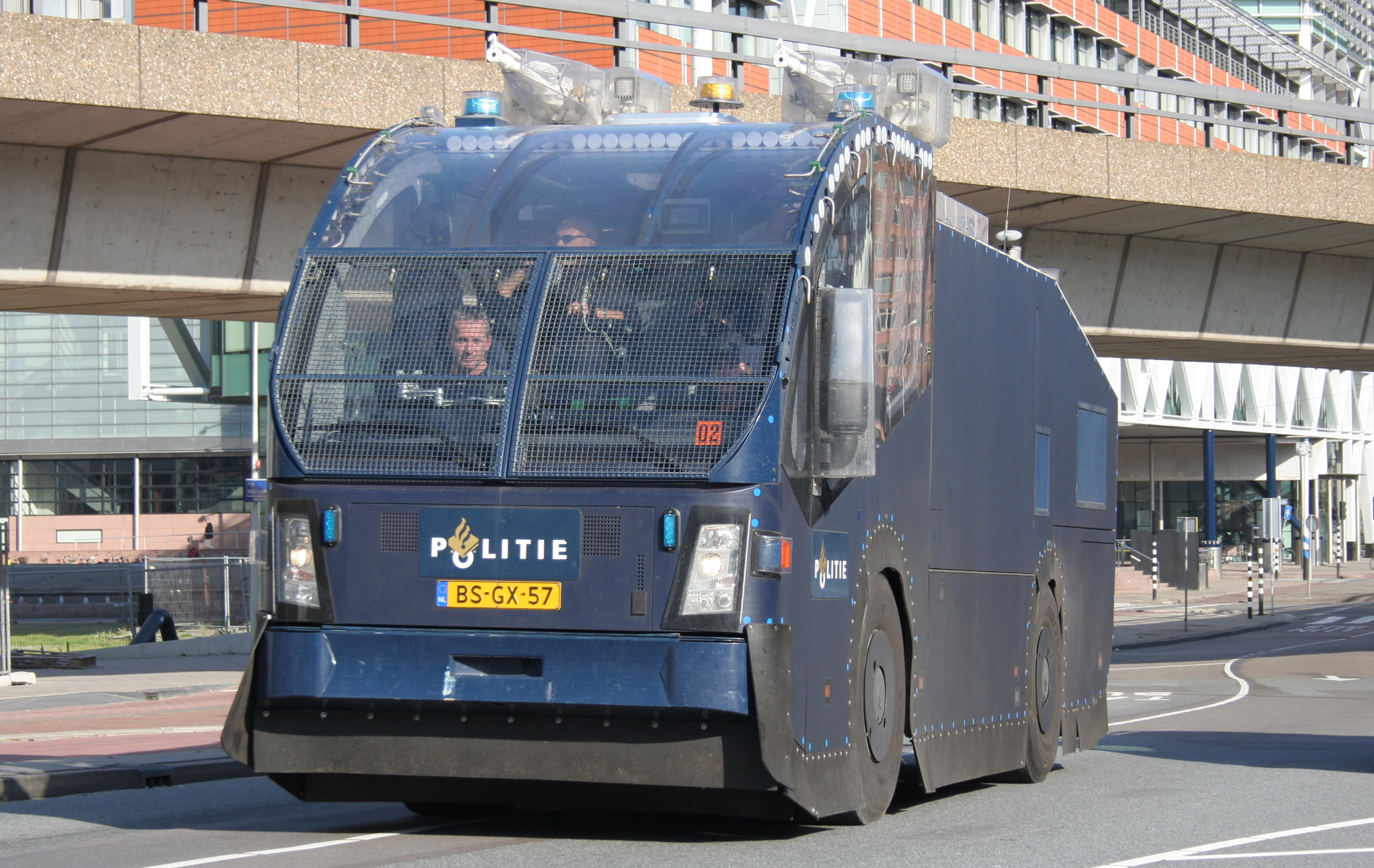
荷兰
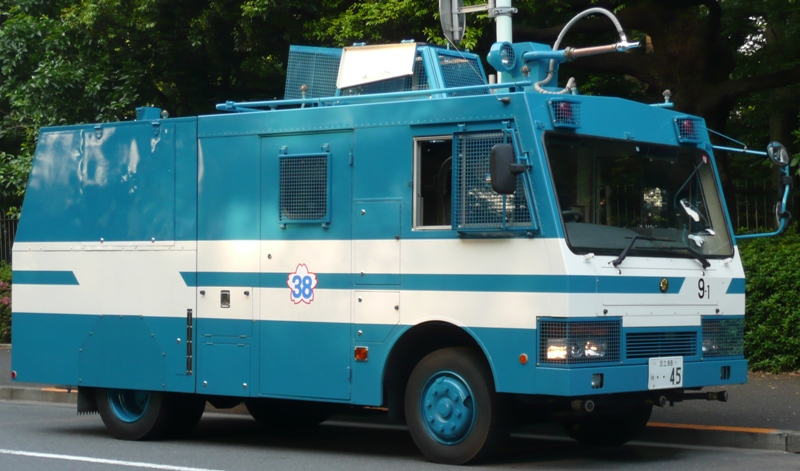
日本
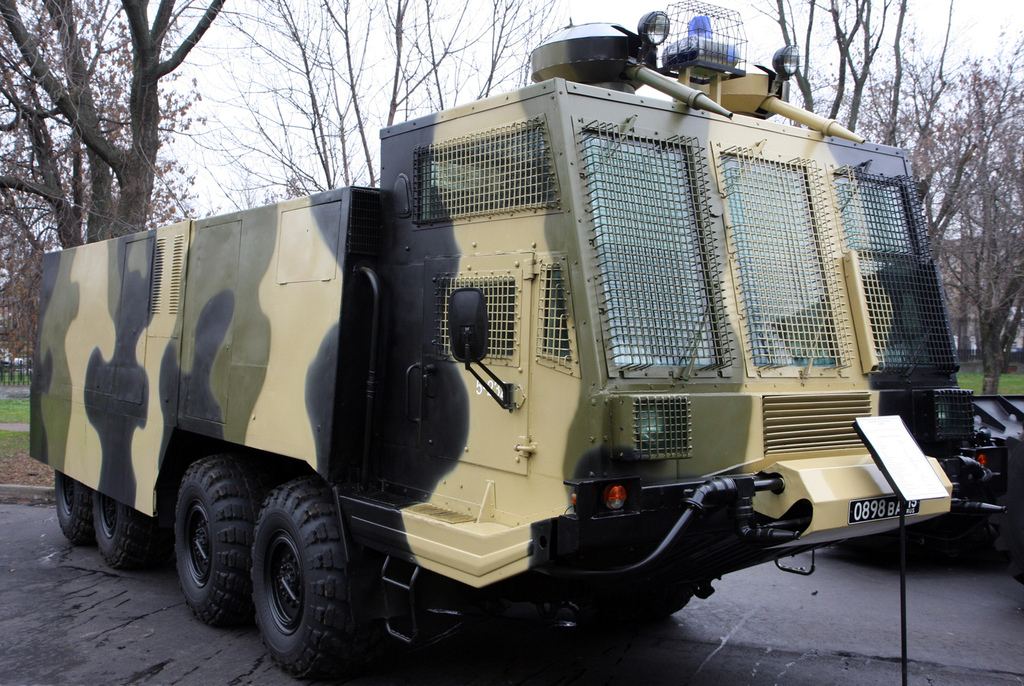
俄罗斯内卫部队的ABS-40
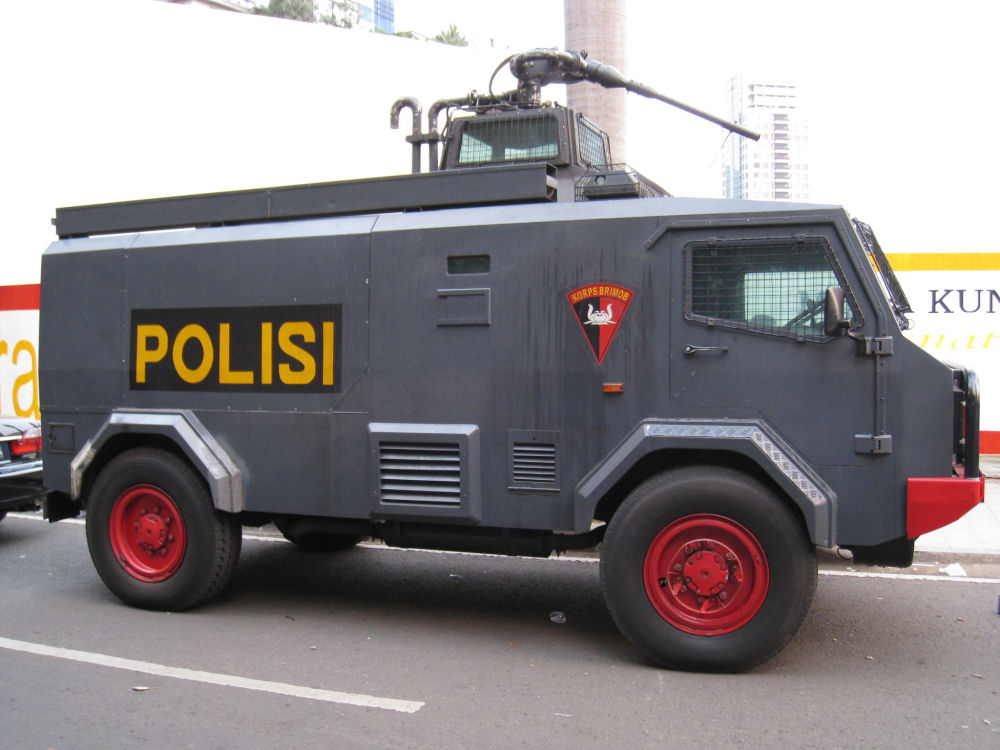
印度尼西亚
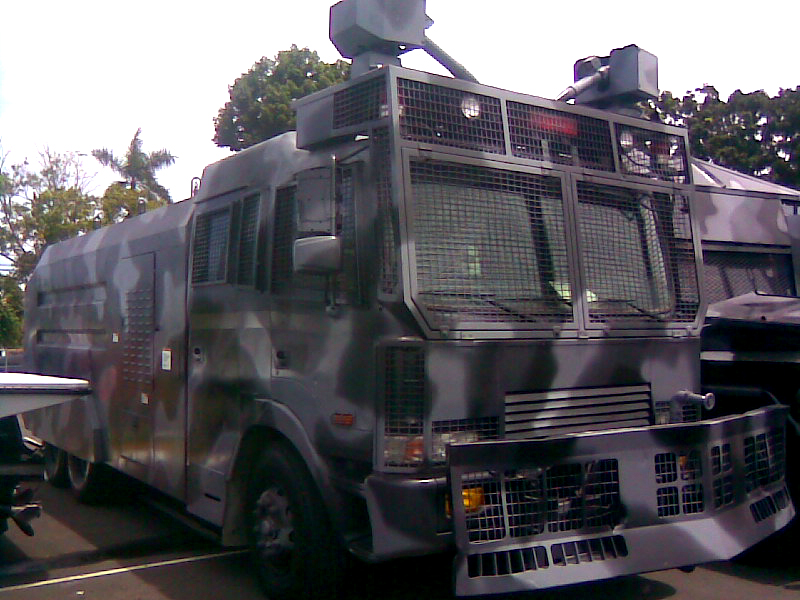
巴西帕纳马
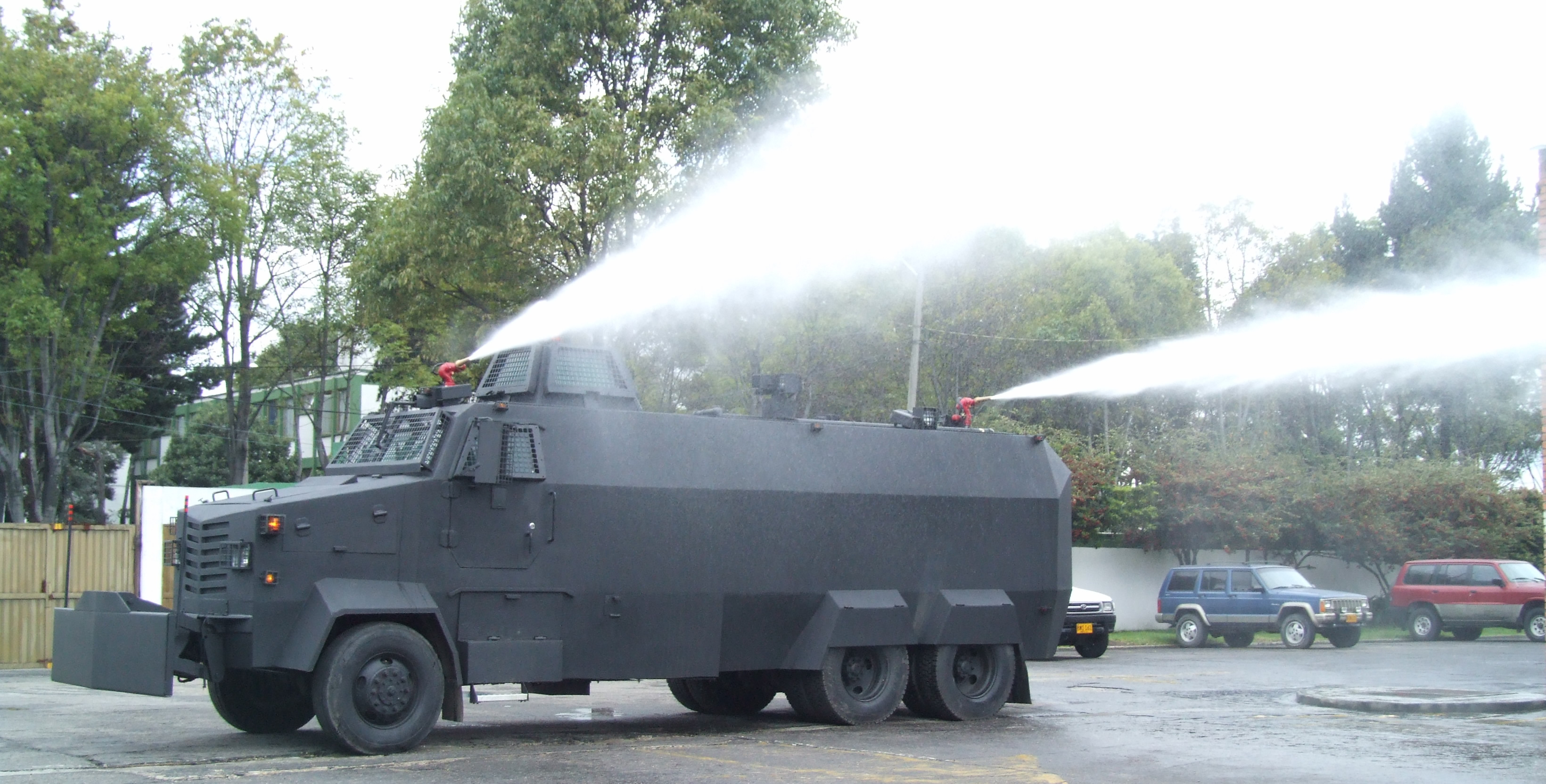
哥伦比亚
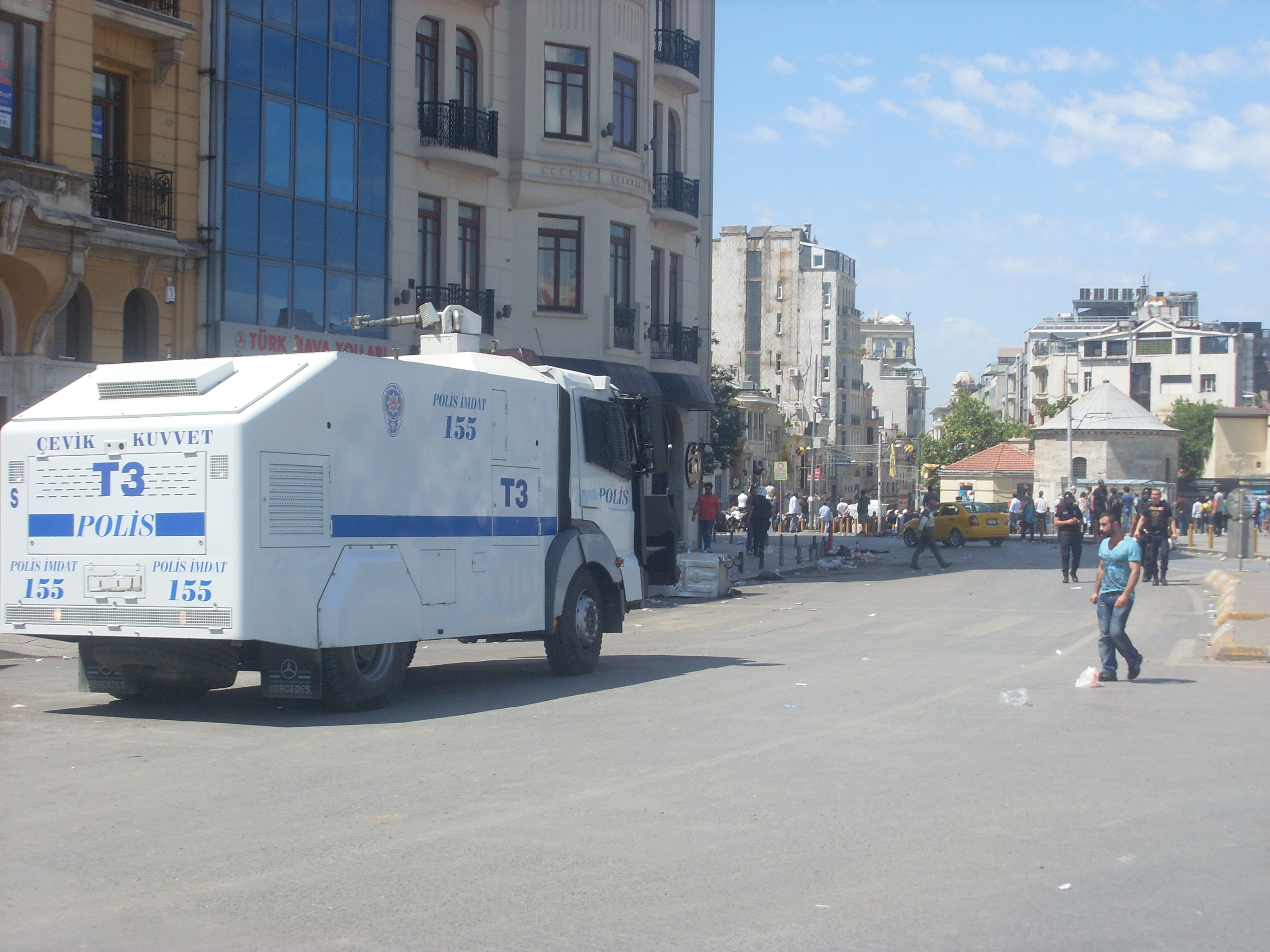
土耳其

### 固定式
固定式防暴水炮用于重要设施如监狱、市政办公场所的安全。其优点是水箱的容积可以做的很大，甚至是直接连接水源。

## 使用

### 英国
在英格蘭跟威爾斯，使用水砲須先經過議會授權（蘇格蘭境內則須經過蘇格蘭議會）。倫敦市2014年購買三輛Ziegler  wawa9000，該款車可載運水9000公升，最遠射程達65公尺，每秒最高可射出36公升水，最高相當於15.3kg/cm²的壓力。最新型的水砲讓指揮者不用身陷暴動之中，可以在車內用操縱桿遠端操控。水砲車有能力噴出持續跟間歇水柱，亦可選擇強力水柱或噴水霧。英國政府決定禁用水砲車，倫敦市長簡世德在2016年宣布將三輛水砲車全部賣走，賣車的收入將用於青少年服務。

### 欧盟

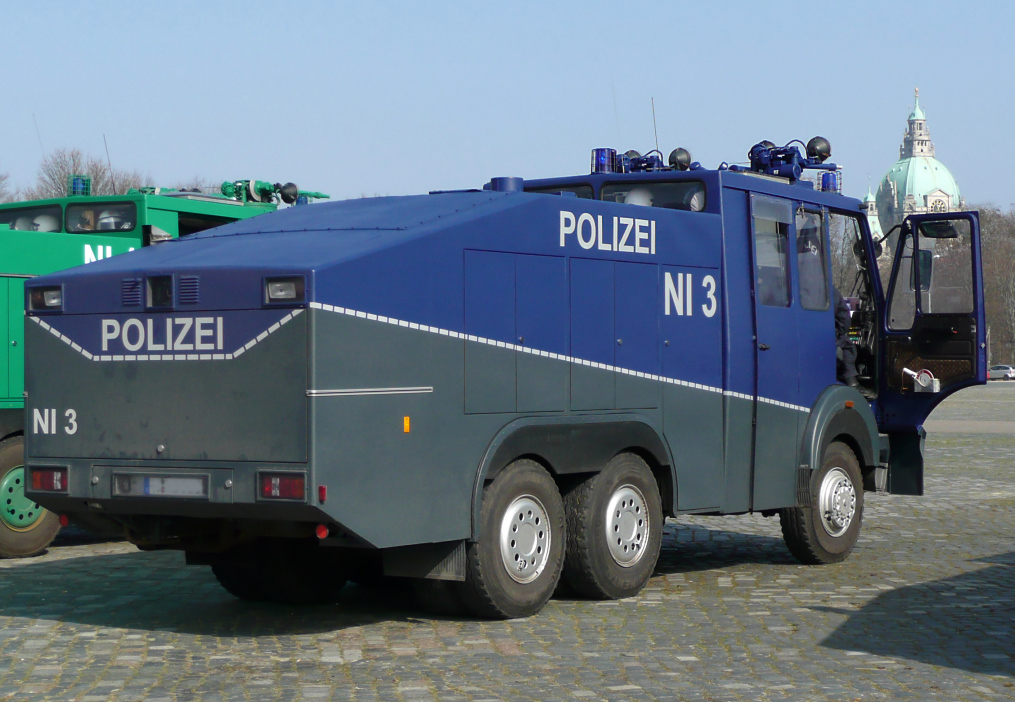
德国下萨克森州警察的Wasserwerfer 9000

土耳其、德國、北愛爾蘭、比利時等地大規模使用水砲。德國漢堡市的Schanzenfest fair（Schanzen區一年舉辦一次的慶典活動）常態性會以暴動作為終結，這個活動及其他示威遊行通常都有水砲及鎮暴警察在場。在炎夏，德國社區會用水砲在公園灑水。土耳其警方的水砲TOMA已經多次被用來對抗抗議民眾，包括2013年的多次土耳其反政府抗議運動，TOMA水砲也常出現在各種大小的抗議場合。在歐美鎮暴水車也經常使用在運動競技的衝突上，比如歐洲盃足球賽。

### 台湾
中華民國警察使用的水砲車可載運水6500公升，最遠射程達60公尺，每秒最高可射出20公升水，最高相當於6kg/cm²的壓力，曾在2004年中華民國總統選舉凱達格蘭大道警民衝突、2014年3月24日太阳花运动佔領行政院和2014年4月28日反核遊行佔領忠孝西路清場時使用過。

### 香港

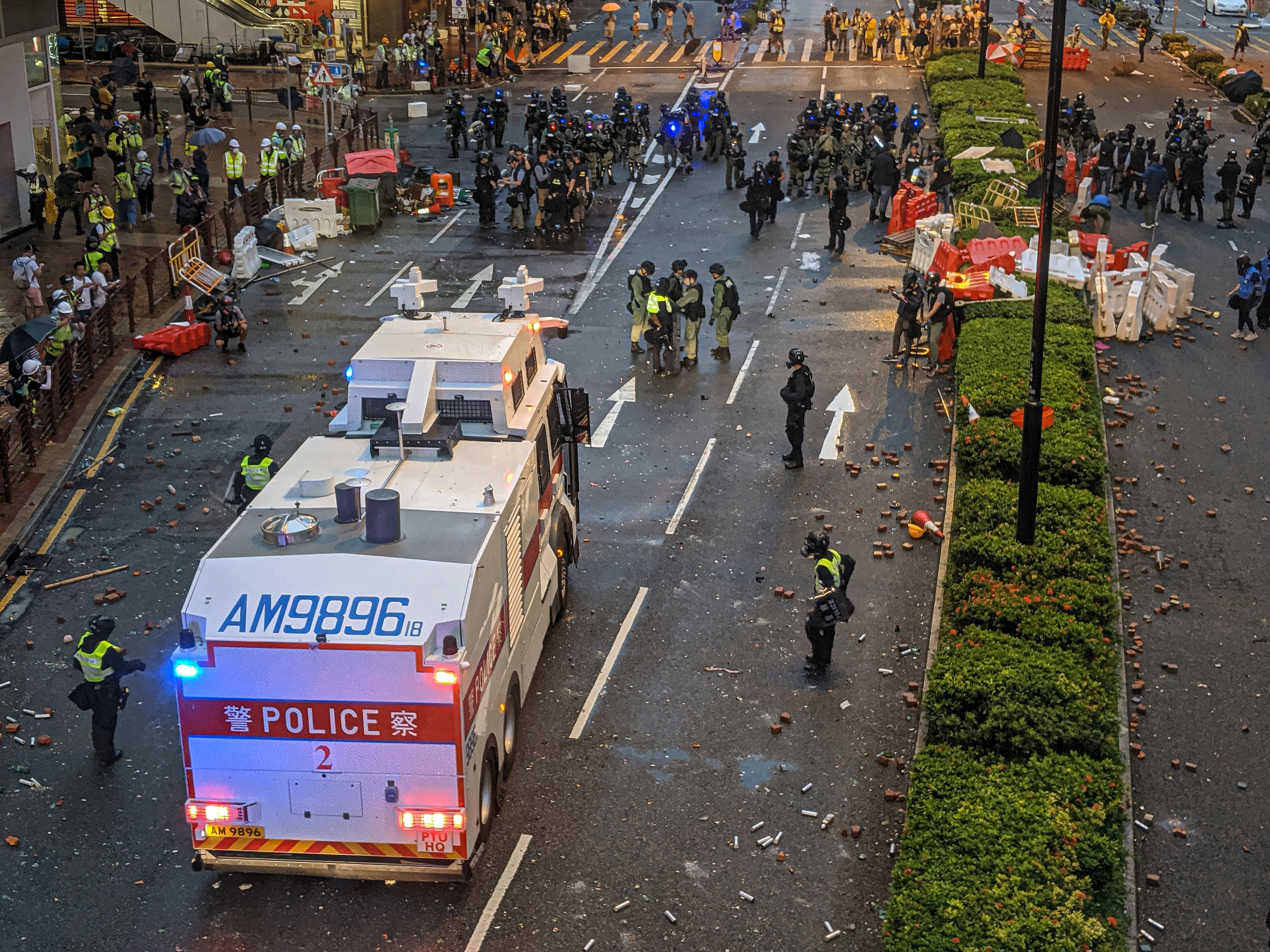
2019年8月25日香港水炮車首次出動。

香港警務處使用的水炮車名為人群管理特別用途車，共購買6輛，於2019年8月25日在反修例運動的荃葵青遊行中第一次出動。

### 美国
在非裔美國人權運動期間，水砲被當局用來驅散抗爭的非裔群眾。

## 安全性
1960年代的水砲通常安裝在消防車上，可以把抗議者擊暈，有時候甚至會使他們的衣服破裂。2010年9月30日，在反對斯圖加特21計畫的抗議示威活動中，一個示威者被水砲擊中臉部，导致眼皮受到傷害，視網膜骨部分骨折，視網膜受損。